# Abaré
Abaré est une municipalité brésilienne de l'État de Bahia et la microrégion de Paulo Afonso.